# Día Nacional (Singapur)
El Día Nacional de Singapur ( en malayo: Hari Kebangsaan Singapura  ; en chino: 新加坡国庆日 ; en tamil: சிங்கப்பூரின் தேசிய நாள்   ) es celebrado cada 9 de agosto, conmemorando la independencia de Singapur de Malasia en 1965. Festividad que tiene el Desfile del Día Nacional (NDP), un discurso del primer ministro de Singapur, celebraciones con fuegos artificiales en donde por ejemplo, se motiva a la población a tener hijos.

## Desfile del Día Nacional
El Desfile se considera una ceremonia que se lleva a cabo en The Float @ Marina Bay, el Estadio Nacional ubicado en el Centro Deportivo de Singapur o Padang . En el año 2007, The Float @ Marina Bay por primera vez fue la instalación elegida para llevar a cabo el evento, para 2016 se trasladó para Singapore Sports Hub. Cada desfile incluye presentaciones relacionadas con el tema anual.

## Mensaje del Día Nacional
El Mensaje del Día Nacional es tradición anual desde 1966. en donde, el Primer Ministro de Singapur "examina los desarrollos tanto a nivel nacional como mundial, la catuación en la economía y las perspectivas,  describe las prioridades nacionales y los planes gubernamentales mientras [insta] a los singapurenses a seguir adelante con motivo de mantener la unidad como proposito".

## Rally del Día Nacional
El segundo o tercer domingo después del Día Nacional, el Primer Ministro de Singapur hace un discurso anual a la nación, llamado National Day Rally. Un evento anual conmemorado desde 1966, el cual, el Primer Ministro usa este mitin para dirigirse a la nación sobre los desafíos clave y  las proyecciones a futuro, parecido a al Discurso del Estado de la Unión hecho por el Presidente de los Estados Unidos . Previo a 2005, el mitin era un discurso continuo desde las 8 p. m. ( SST ). Pero a partir de 2005, las versiones en los idiomas malayo y chino se entregaron a las 6:45 p. m. con un descanso a las 7:30 p. m., mientras que la versión en inglés se entregó a las 8:00 p. m. Los diputados de la oposición han venido siendo invitados desde el año 2007.

## Celebraciones de fuegos artificiales de Singapur
Las celebraciones de este día festivo incluyen celebraciones de fuegos artificiales . Cuentan con varios equipos locales y extranjeros que lanzan espectáculos de fuegos artificiales en diferentes noches. Se celebró por primera vez en 2004 en Marina Bay, el evento se conoció inicialmente como el Festival de fuegos artificiales de Singapur y fue organizado por Unusual Productions . La cantidad de fuegos artificiales utilizados ha crecido en magnitud en los últimos tres años, de 4000 rondas utilizadas en 2004 a más de 9000 en 2006. En 2012, un comercial de Mentos fomentaba la procreación al mismo tiempo que la celebración de fuegos artificiales.